# Sentier des Lilas
Le sentier des Lilas (en néerlandais: Seringenpad) est une rue bruxelloise de la commune d'Auderghem dans le quartier Transvaal qui relie la chaussée de Wavre et la rue Georges Huygens sur une longueur de 850 mètres.

## Historique et description
Elle fut créée en 1958 lorsque l’on traça les rues entourant le sanatorium Prince Charles.
Les trois rues du nouveau quartier reçurent les noms d’anciens échevins, un par parti politique, tandis que les deux sentiers – trop modestes – devinrent donc sentier des Aubépines et des Lilas.
Le sentier passait au beau milieu d’une propriété que Maria de Gomrée avait léguée à la commune, avant la Première Guerre mondiale. Elle fut l'épouse d'Alfred-Casimir et mère de Charles Madoux.